# Први македонски рат
Први македонски рат (215. п. н. е. — 205. п. н. е.) је рат Филипа V Македонског против Римске републике. Римски савезници у том рату су после 211. п. н. е. Етолски савез и Атал I из Пергамона. Овај рат одвијао се у исто време кад и Други пунски рат. Рат није донио битну предност ниједној страни.
Током рата Македонци су покушавали да заузму делове Илирика и Грчке, али без успеха. Борбе на истоку спречиле су Филипа V Македонског да помогне Ханибалу у рату против Рима.

## Деметрије позива у рат против Рима
Рим је био заузет ратом против Ханибала, што Филип V види као добру прилику да се прошири у смеру запада. Грчки историчар Полибије наводи да је Деметрије са Фароса (Хвар) наговорио Филипа V да крене у рат. Деметрије је после Првог илирског рата 229. п. н. е. владао већином обалног Илирика. Међутим поражен је од Римљана у Другом илирском рату 219. п. н. е., па је побегао код Филипа V.
Филип V је био у рату са Етолским савезом. Добија писмо од Ханибала о победи у бици код Тразименског језера 217. п. н. е. Деметрије уверава Филипа V да може освојити велико краљевство на западу, док су Римљани заузети ратом са Ханибалом.

## Филип V склапа мир са Етолским савезом и гради флоту
Филип V је склопио мир са Етолским савезом у близини Наупакта. Сви су свесни великог значаја Другог пунског рата. Ко год да буде победник биће опасност за Грке.
Током зиме 217. п. н. е.-216. п. н. е. Филип V гради флоту од 100 ратних бродова и почиње тренирати посаду.
Македонци вероватно нису имали средстава да одржавају флоту, која би била равна римској. Полибије каже да Филип није ни желио да се бори са Римљанима на мору, него да се бори на копну.
Филип одлучује да гради мале брзе галије, какве су користили Илири. Имале су један ред весала и превозиле су поред веслача и 50 војника. Са тим галијама Филип је очекивао да може избећи римску флоту, која је била стационирана у Лилибају (Месини) на Сицилији. Римска флоат је била презаузета борбама са Картагином.
Филип у међувремену шири територије до близу граница Илирије. План му је био да заузме обалу Илирије, па онда територије између обале и Македоније. Тако заузету територију би користио као руту, којом би могао прећи теснац до Италије. Много се бојао римске флоте, тако да кад је први пут кренуо према Аполонији у Илирији, а добио информације о неким римским бродовима, одмах се вратио, иако се радило само о 10 бродова.

## Филип V прави савезништво са Картагином
Након победе Ханибала у бици код Кане 216. п. н. е. Филип V шаље амбасадоре Ханибалу да направе савез. У љето 215. п. н. е. склапа се споразум Ханибала и Филипа V, по коме се боре против заједничког непријатеља Римљана. Кад Ханибал склопи мировни споразум са Римом, тај споразум треба присилити Рим да преда Коркиру (Крф), Аполонију, Епидамн, Фарос (Хвар), Дималу и друге градове.
Када су се Филипови емисари враћали морем Римљани су их заробили и открили текст споразума. Рим се одмах нашао у проблемима и шаље додатних 25 бродова у Тарантски залив у коме је већ било 25 бродова, а све са циљем да очува јадранску обалу од могуће македонске инвазије.

## Рат избија у Илирији
При крају лета 214. п. н. е. Филип поново покушава освојити Илирик инвазијом са 120 галија са мора. Заузима Орик, који је био слабо брањен, па креће у опсаду Аполоније. Римљани су преместили флоту из Таранта у Бриндизи и кад су чули за пад Орика и опсаду Аполонија крећу преко мора.
Искрцавају се код Орика и са 2.000 људи успевају изненада напасти македонске снаге. Филип V је био присиљен да запали своје бродове и врати се у Македонију преко брда. Хиљаде Македонаца је убијено или заробљено. Филип V сада више морским путем није могао до Илирика, јер је римска флота ту патролирала. Одлучио се да копненим путем осваја територије и тако допре до Илирика. На тај начин је дошао до Јадрана и заузео је прво Лис, а касније и околне територије. Међутим није имао флоте потребне за превоз до Италије.

## Римљани траже савезнике у Грчкој
Римљани су тражили начин да спрече да Филип помаже Картагини. У почетку Етолски савез није био спреман, јер је потписао мир са Филипом.
Касније 211. п. н. е. падом Сиракузе и Капуе у римске руке Етолски савез увиђа да је Рим јак савезник и пристаје да потпише споразум са Римом.
По споразуму Етолски савез води копнене, а Римљани поморске операције. Римљани добијају робове и плијен, а Етолски савез територије. Споразум омогућује да и други приступе савезу.

## Борбе у Грчкој
Римљани освајају неколико градова и острво Наксос. Кад је Филип чуо за савез Рима и Етолског савеза почиње да шири около границе од Илирика, Дарданије до Тракије. Враћа се кад је добио позив у помоћ од људи из Акарнаније. Армија Етолског савеза је била далеко бројнија од војника Акарнаније, тако да су брзо протерали војнике Акарнаније до Епира. Међутим знајући да долази Филип и да ће се војска Акарнаније светити, Етолска армија се повлачи.
У прољеће 210. п. н. е. Римљани са Етолским савезом заузимају Антикиру у Фокији. Рим становништво претвара у робље.
Убрзо против Филипа су и Спарта, Елис, Месенија и Пергамон. Римска и Пергамонска флота су контролисали море и помагали осталима. Савез против Филипа је одлично обављао посао. Ипак Спарта, Елис и Месенија остаку пасивни, а Филип поново напредује.
У пролеће 209. п. н. е. Филипа позивају у помоћ савезници из Ахајског савеза на Пелопонезу. Нападнути су од Спарте и етолских снага. У две битке код Ламије Филип побеђује удружене снаге Римљана и Етолског савеза. Нанио им је тежак пораз, тако да Етолски савез више није имао воље да се бори против Филипа.

## Покушај мировног споразума пропада
Представници неутралних држава Египта, Родоса, Атине и Киоса заинтересовани су за прекид рата, који уништава трговину и просперитет.
Позивају на склапање мировног споразума. У почетку је мир трајао 30 дана. Међутим долазак Римљана у Наупакт и Атала охрабрује Етолске представнике да траже од Филипа превише, а то је повратак многих територија. Тиме мировни покушај пропада.

## Борбе се настављају
Римљани су покушавали заузети Коринт, али их је Филип одбацио. Филип је кренуо на Елис, главну базу Етолског савеза против Ахајаца. Римљани долазе са појачањем од 4.000 војника. Међутим Филип заробљава у близини 4.000 војника. Враћа се у Тесалију на вести о илирским упадима на северу. Римљани нападају истурене македонске поседе.
Атал, командант Етолског савета морао се вратити у свој Пергамон да га брани од краља Битиније. Римљани се враћају у Егину, тако да Филип има слободне руке. Он брзо заузима град за градом, сада када нема близу непријатељске флоте. Опет представници неутралних држава настоје уговорити мир 207. п. н. е. Етолски савез је тешко притиснут, али још не довољно да би пристао на Филипове услове.

## Мировни споразум
Коначно 206. п. н. е. Етолски савез без римског пристанка тражи мир под Филиповим условима. Римљани шаљу 205. п. н. е. 35 бродова и 11.000 војника у Дирахијум (Драч) да би потакли немире против Филипа. Филип стиже, па се Римљани повлаче. Римљани узалудно покушавају да наведу Етољане на рат против Филипа. Римљани више нису имали савезника у Грчкој, али су бар спречили Филипа да помогне Ханибалу.
Римљани и Филип V потписују мир 205. п. н. е., којим завршава Први македонски рат.